# Palazzo Maraschin Rossi
Il palazzo Maraschin Rossi è un palazzo storico di Schio, collocato lungo la centrale via Pasini.

## Storia
Palazzo Maraschin è frutto della conversione ottocentesca ad abitazione civile di antichi locali adibiti a usi diversi: nel 1810 le disposizioni napoleoniche in fatto di secolarizzazione dei beni ecclesiastici determinarono la chiusura dell'antico monastero delle suore agostiniane di Schio; la famiglia Maraschin di Magrè acquisì parte dei locali del convento dismesso per riadattarlo a residenza. La porzione di fabbricato convertita a dimora si trovava al fianco della vecchia chiesa di Sant'Antonio Abate (ma alcune sue parti interessavano anche i locali dell'edificio sacro), così quando le monache riuscirono a reimpossessarsi e restaurare i rimanenti locali del convento (esclusa quindi la porzione di proprietà dei Maraschin), la chiesa si trovava separata dal rinato monastero proprio dal nuovo palazzo Maraschin. Nel 1839 venne quindi edificata una nuova chiesa, in posizione leggermente diversa dalla precedente, in modo tale che fosse nuovamente collegata al convento.
Nel 1877, su incarico di Francesco Rossi, figlio di Alessandro e Maria Maraschin, l'architetto Antonio Caregaro Negrin restaurò radicalmente il palazzo conferendogli una forte impostazione neoclassica, dotandolo delle forme che presenta ancora oggi.
L'edificio è attualmente sede di uffici comunali.

## Descrizione

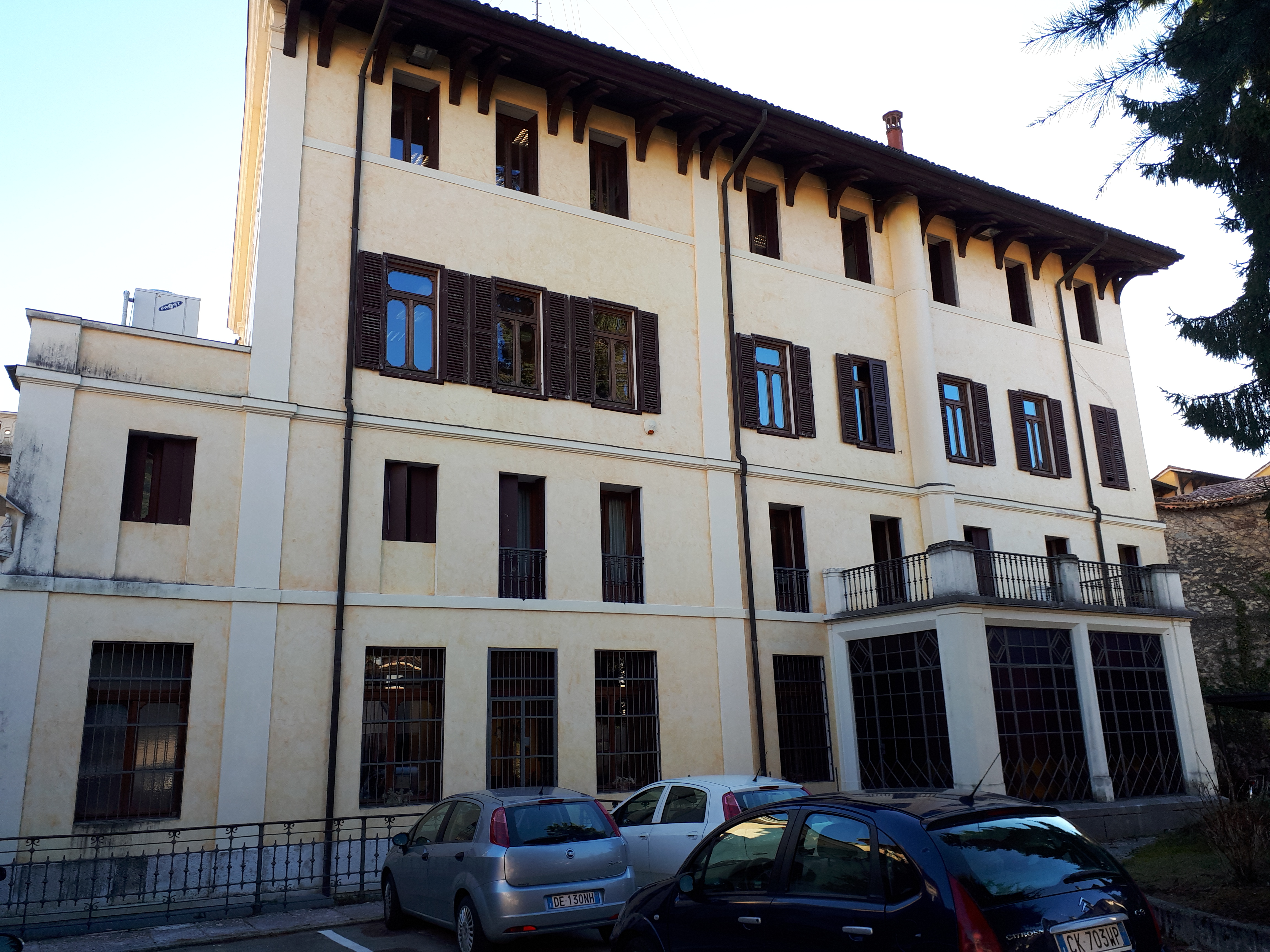
Il prospetto posteriore del palazzo.

### La facciata
La facciata venne interamente ridisegnata nel 1877 da Antonio Caregaro Negrin, che le conferì un aspetto armonioso e di gusto neoclassico. Essa risulta di forte impatto, soprattutto per la presenza dell'alto basamento a bugnato che segna il piano terra e l'ammezzato. I piani superiori sono ritmati da lesene ioniche a ordine gigante che racchiudono al piano nobile le finestre balaustrate alternativamente coronate da timpani triangolari e circolari. Nel piano sottotetto le aperture sono quadrate e sagomate.

### L'interno
Gli spazi interni, articolati in maniera poco armoniosa, rivelano invece la complessità delle vicende architettoniche dello stabile.
L'androne passante conduce al giardino interno, in seguito convertito a parcheggio; su una parete del passaggio è murata una lapide con il "Bollettino della Vittoria" del 1918. Il giardino conserva una fontana murale in stile floreale originariamente collocata nel piazzale della stazione ferroviaria.